# Suleiman Obeid
Suleiman Obeid (24. března 1984 Gaza – 6. srpna 2025 Pásmo Gazy) byl palestinský fotbalista, který hrál na pozici útočníka a křídelníka. 

## Kariéra
Svou fotbalovou kariéru zahájil v rodném klubu Shabab Al-Shati, působil i za Al-Amari v Premier League na Západním břehu Jordánu. Svůj první mezinárodní gól za Palestinu vstřelil proti Jemenu během mistrovství Západní asijské fotbalové federace v roce 2010. Reprezentoval také národní tým během kvalifikace na AFC Challenge Cup 2012 a kvalifikace na mistrovství světa 2014.

## Smrt
Suleiman Obeid zemřel 6. srpna 2025 v Gaze ve věku 41 let. Palestinský fotbalový svaz ve svém prohlášení uvedl, že byl zabit poté, co izraelské síly měly ve středu zaútočit na lidi čekající na humanitární pomoc v jižním pásmu Gazy.